# Nova Serrana
Nova Serrana es un municipio brasileño del estado de Minas Gerais.

## Geografía
Su población estimada por el IBGE para el 1 de julio de 2021 era de 108.241 habitantes.  La ciudad también es conocida como la Capital Nacional del Calzado Deportivo.